# Eubaphe lineata
Eubaphe lineata là một loài bướm đêm trong họ Geometridae.